# Blaugas
Blaugas war eine ab dem Jahr 1903 zuerst in Deutschland produzierte Variante des Stadtgases und das erste Flüssiggas.

## Erfindung
Erfinder war der Apotheker und Chemiker Hermann Blau, Schüler von Adolf von Baeyer, nach dem das Gas benannt wurde. Er unternahm Versuche zur Trennung von Gasgemischen und stellte ein Leuchtgas her, das im Gegensatz zum Stadtgas keine giftigen Bestandteile in Form von Kohlenstoffmonoxid hatte. Es wurde in Stahlflaschen versendet und diente der Beleuchtung, dem Kochen und Heizen ähnlich Propangasflaschen, von denen es nach dem Ersten Weltkrieg schließlich verdrängt wurde, als Propan als Nebenprodukt der Benzinherstellung vermarktet wurde. Im November 1903 erhielt Blau auf seine Erfindung ein Patent und die erste Fabrik entstand in Augsburg-Oberhausen in der Auerstraße in Gemeinschaft mit dem Unternehmer Ludwig August Riedinger.

## Eigenschaften
Das Gas hat mit rund 62,8 MJ pro Kubikmeter einen höheren Brennwert als Steinkohlegas und besteht zur Hälfte aus Olefinen, zu 37 % aus Methan und Paraffinen, zu 6 % aus Wasserstoff und aus Luft. Eine Flasche kostete 1916 anderthalb Reichsmark. Eine Stahlflasche fasste 2,12 m³ (unkomprimiert) Gas bei etwa 100 bar Druck (ca. 20 l Füllmenge der Flasche) und reichte ungefähr für vierzehn Tage als Leuchtmittel. Besondere Vorteile hatte es an Orten, an denen Stadtgas nicht über Leitungen gelangte, wie abgelegenen Schlössern, Berghütten, Leuchttürmen und Bojen, in Eisenbahnen, Schiffen und auf Kraftwagen.

## Gewinnung
Es wurde aus thermischer Zersetzung von Kohlenwasserstoffen (besonders Destillate aus Braunkohle und Ölschiefer, aber auch anderen Mineralölen) gewonnen. Im Gegensatz zum Vorgehen bei Ölgas, das ab 1909 von der Firma Pintsch hergestellt wurde, ebenfalls in Stahlflaschen versandt wurde und Destillationstemperaturen von 900 bis 1000 Grad Celsius hatte, um das Öl möglichst vollständig zu vergasen, benutzte das Blaugas-Verfahren niedrigere Temperaturen von 550 °C bis 600 °C und eine stärkere Vorverdichtung. Leicht kondensierbare (benzinartige) Kohlenwasserstoffe wurden dabei abgeschieden (anfangs noch durch zusätzliche Kühlung), bevor die Endverdichtung in den Flüssiggasflaschen erfolgte.

## Vertrieb
Im Jahr 1908 wurde die Deutsche Blaugasgesellschaft in eine GmbH umgewandelt und es entstanden Fabriken in Wien, Budapest, Bukarest, St. Petersburg, in den USA, Kanada und Kuba. In Holland und Dänemark entstanden Fabriken speziell für Leuchttürme. Es gab auch schon bald ähnliche Verfahren und Produkte in Konkurrenz zu Blaugas (so ab 1909 Ölgas). Durch Elektrizität und Propangas vom Markt verdrängt, schloss die Augsburger Fabrik 1933 (der Hauptbetrieb wurde nach Norddeutschland verlegt). Blaugas fand aber noch einmal Verbreitung als Treibgas für Zeppelinmotoren, weshalb 1929 eine Fabrik in Friedrichshafen entstand. Das Gas war etwa so dicht wie Luft und hatte deshalb große Vorteile als Treibstoff für Zeppeline (siehe Auftriebsausgleich). Es wurde 1928 bis 1937 im LZ 127 verwendet (teilweise in Mischung mit Butan und Propan).

## Altlasten
2013 machte die ehemalige Blaugasfabrik in Augsburg Schlagzeilen, als Altlasten (Belastung des Bodens mit PAKs) auf dem ehemaligen Fabrikgelände bekannt wurden.